# Stena Line
Stena Line er et svensk rederi med trafik i hele Nordeuropa.

## Ruter & færger

### Sverige – Danmark
- Göteborg – Frederikshavn: Stena Danica, Stena Jutlandica og Stena Vinga
- Halmstad – Grenå: Stena Nautica

### Sverige – Tyskland
- Göteborg – Kiel: Stena Germanica og Stena Scandinavica
- Trelleborg - Rostock: Mecklenburg-Vorpommern og Skåne

### Sverige – Polen
- Karlskrona – Gdynia: Stena Estelle, Stena Ebba og Stena Spirit

### Sverige – Letland
- Nynäshamn - Ventspils Stena Baltica og Stena Scandica

### Tyskland – Letland
- Travemünde - Liepaja Stena Flavia og Stena Livia

### Holland – Storbritannien
- Hoek van Holland – Harwich Stena Britannica og Stena Hollandica
- Hoek van Holland – Killingholme Stena Transit og STena Transporter
- Rotterdam – Harwich Misana og Somerset
- Rotterdam – Killingholme Misida og Stena Forerunner

### Storbritannien – Irland
- Cairnryan – Belfast Stena Superfast VII og Stena Superfast VIII
- Liverpool– Belfast Stena Edda og Stena Embla
- Heysham – Belfast Stena Hiberna og Stena Scotia
- Holyhead – Dublin Stena Adventurer og Stena Estrid
- Fishguard – Rosslare Stena Nordica

### Irland - Frankrig
- Cherbourg - Rosslare Stena Horizon